# El Cassés
El Cassés és una casa del municipi d'Olot protegida com a bé cultural d'interès local.

## Descripció
Es tracta d'una casa de planta rectangular amb baixos, un pis i colomar. Coberta amb teulat a quatre aigües. Els baixos eren destinats a corts pel bestiar, no hi ha obertures, únicament petites espitlleres per a la renovació d'aire. La primera planta era destinada a habitatge. Pels costats de les façanes de nord i ponent s'afegiren dues galeries cobertes, amb grans arcades de mig punt, avui cegades. Damunt, de planta més reduïda però més enlairat, hi ha l'antic colomar, que en algun lloc tenia galeria coberta amb arcades de mig punt.
Bastida amb pedra volcànica i carreus de basalt en els angles de la casa.

## Història
Va ser cedida a l'ajuntament d'Olot que decidí restaurar-la i cedir-la com a despatxos per a diverses entitats olotines.